# Franciscus Hermanus Bach
Franciscus Hermanus Bach, officieel Bachg, (Groningen, 28 mei 1865 - aldaar, 22 januari 1956) was een Nederlands kunstschilder.

## Leven en werk
Bach werd geboren in de stad Groningen als zoon van de smid Johann Caspar Bachg, die vanuit het Duitse Haselünne naar Nederland was gekomen. De achternaam wordt officieel geschreven als Bachg, maar naar verluidt kwam Bach daar zelf pas op latere leeftijd achter. Hij signeerde zijn werk in de regel als 'F.H. Bach' of 'F.H.B.'.
Toen Bach elf jaar was, volgde hij de avondcursus aan Academie Minerva, de Groningse kunstopleiding. Twee jaar later kreeg hij een bronzen medaille voor het vak handtekenen. In 1882 werd hij tekenleraar op het doveninstituut in Groningen, hij was op dat moment nog niet afgestudeerd. In 1884 slaagde hij voor het examen M.O. tekenen en ontving hij de Grote Koninklijke Medaille voor anatomie en de Zilveren Academie Medaille voor ornamentcompositie. Egenberger, directeur van Minerva, haalde het bestuur over om Bach als docent aan te nemen en zo werd hij al op 19-jarige leeftijd leraar aan Minerva. Hij zou dit 43 jaar blijven doen. Enkele van zijn leerlingen waren Jan Altink, Albert Hahn, Cornelis Jetses en Jacob Por. Bach wordt beschouwd als een der meest stimulerende docenten van de Academie Minerva. Een aantal van zijn oud-leerlingen richtte in 1918 de Kunstkring De Ploeg op. Hij is voor de kunstzinnige vorming van belangrijke Ploegleden van groot belang geweest. Bach was lid van onder meer Arti et Amicitiae en enige jaren van De Ploeg.
Bach kan als landschaps- en portretschilder worden gerekend tot de impressionisten van de Haagse School. Hij schilderde o.a. negentien portretten van hoogleraren voor de senaatskamer in het Academiegebouw van de Groninger Universiteit.
Naast schilderijen op doek maakte hij talrijke kruiswegstaties en muurschilderingen in katholieke kerken in het noorden, oosten en zuiden van Nederland, zoals de Sint-Martinuskerk (Foxham), de Paterskerk (Groningen) en de Juvenaatskapel in Maastricht. Bach schilderde ook een aantal tegeltableaus, die in 1896 in de hal van het hoofdstation in Groningen werden geplaatst.
Bach overleed op negentigjarige leeftijd en werd begraven op het R.K. Kerkhof (Groningen). Hij heeft zijn eigen grafsteen ontworpen. Johan Dijkstra schreef daarover: "Zonderling die hij ook was, liet hij tijdens zijn leven al zijn grafsteen maken: Op deze steen liet hij zijn geestelijk testament bouwen: de formule die hij had gevonden voor een nieuwe vorm voor de katholieke kerk."

## Galerij

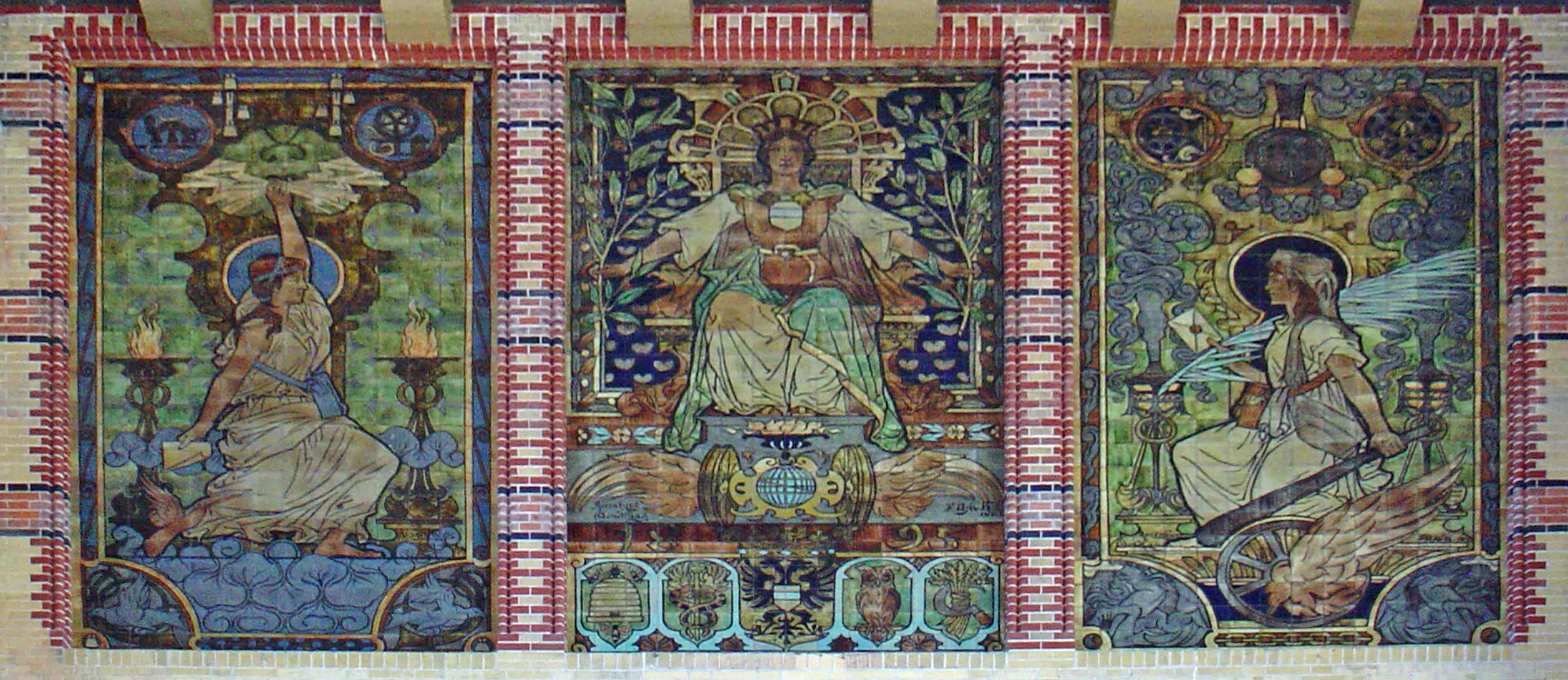
Tegeltableau Station Groningen
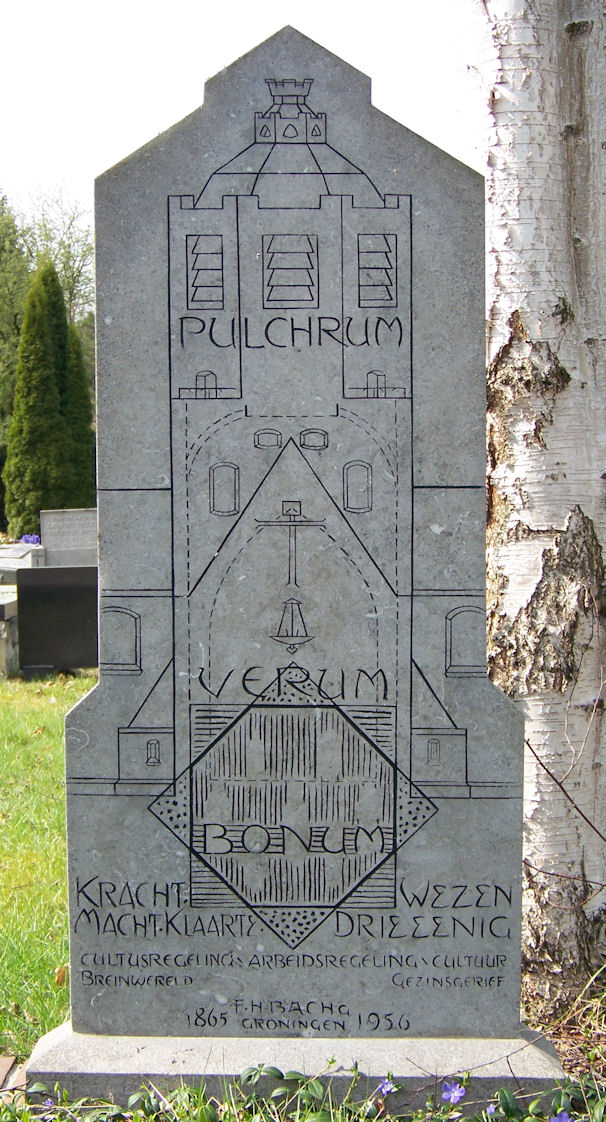
Grafsteen van F.H.Bachg

- Biografisch Portaal: 05172914
- International Standard Name Identifier: 0000 0003 9974 161X
- Nederlandse Thesaurus van Auteursnamen: 212393022
- RKD-Nederlands Instituut voor Kunstgeschiedenis: 3337
- Union List of Artist Names: 500142526
- Virtual International Authority File: 295255446
- WorldCat: E39PBJwMHVfGmqTkD6K6XJYQMP